# Московщина (Иркутская область)
Московщина — деревня в Иркутском районе Иркутской области России. Входит в состав Урикского муниципального образования. Находится примерно в 28 км к северу от районного центра.

## Население
По данным Всероссийской переписи, в 2010 году в деревне проживали 863 человека (705 мужчин и 158 женщин).